# ピエール・マルソー
ピエール・マルソー（Pierre Marceau、1991年7月11日 - ）は、フランスのプロレスラー。ボルドー出身。

## 来歴
2005年、プロレスラーになる為にアイルランドへと渡り、ダブリンを拠点とする団体であるIWW（Irish Whip Wrestling）に入団し、トレーニングを開始。12月17日に本名名義でプロレスラーデビューを果たす。2006年5月6日、IWWインターナショナルヘビー級王座を保持するシェイマス・オショネシーに挑戦するもベルトを奪取するに至らず、同月21日にリベンジマッチを組まれるも返り討ちにされた。シェイマス・オショネシーとは幾度となく対戦したものの勝利をする事ができなかったが、11月10日、NLW（No Limit Wrestling）にてリベンジを達成した。
2007年6月15日、IWWでの出場を最後に一時プロレス活動を停止。
2011年5月14日、DCW（Dublin Championship Wrestling）にて復帰を果たし、マキシと対戦して勝利を飾った。復帰後はDCWの他にMSW（Main Stage Wrestling）、FFPW（Fight Factory Pro Wrestling）といった団体に参戦。

### WWE
2013年9月28日、WWEとディベロップメント契約を交わして入団。傘下団体であるNXTにてマーカス・ルイス（Marcus Louis）のリングネームでトレーニングを開始。11月14日、NXT Liveにてウェスリー・ブレイクとのシングルマッチでデビューするが敗戦した。
2014年2月12日、NXTにてジェイソン・ジョーダンとタッグを組んでワイアット・ファミリー（ルーク・ハーパー & エリック・ローワン）と対戦するも秒殺負けを喫した。同月より同じフランス出身であるシルベスター・ルフォーとリージョナーズ（The Legionnaires）なるタッグチームを結成。5月8日、カリスト & エル・ローカルと対戦するが敗戦した。9月11日、Takeover Fatal 4 Wayにてルフォー vs エンツォ・アモーレのカベジェラ・コントラ・カベジェラマッチにてルフォーが敗戦してしまい逃走。代わりに捕えられてしまい脱毛剤を頭から浴びせられたせいでギミック上において髪の毛が抜け落ちてしまった。同月24日にはヘアアクセサリーヘッドギアを着用してアモーレ & キャサディに復讐しようとするも試合途中にヘッドギアが落ちてしまった事から怒り狂い、10月16日にはアモーレ & キャサディとの再戦で試合開始早々に交代しようとしたルフォーがヘッドギアを取ってしまった事から怒りの矛先はルフォーへと向いて襲撃。同月30日にルフォーと決着戦を行い勝利した。ルフォーとのタッグ解消後より狂人ギミックへと変更して活動。
2015年8月12日、NXT王座を保持するフィン・ベイラーとノンタイトルマッチを行うが2分で敗戦した。
2016年2月5日、WWEから解雇となる。

### TNA
2016年3月24日、TNAと契約を交わし入団。4月24日、iMPACT Wrestlingのテーピングにてバロン・ダックス（Baron Dax）のリングネームでNXT時代のパートナーであったバシール・バラッカとザ・トリビューナル（The Tribunal）なるタッグチームで登場。10人タッグマッチで勝利した。

## 得意技
- フレンチ・レヴォリューション